# نافذة الانتقالات الكويتية 2024–25
نافذة الانتقالات الكويتية 2024–25 شهدت العديد من التحركات بين أندية الدوري الكويتي الممتاز، حيث تعاقدت الأندية مع لاعبين محليين وأجانب استعدادًا للموسم الجديد.

## نادي الكويت

### الوافدون
| التاريخ       | اللاعب         | من             | نوع الانتقال |
| ------------- | -------------- | -------------- | ------------ |
| 1 يوليو 2024  | أرسين زولا     | الوداد الرياضي | انتقال حر    |
| 12 يوليو 2024 | يحيى جبران     | الوداد الرياضي | انتقال حر    |
| 28 يوليو 2024 | أمين أبو الفتح | الوداد الرياضي | انتقال حر    |
| 31 يناير 2025 | غاي مبينزا     | شباب المحمدية  | إعارة        |

### المغادرون
| التاريخ        | اللاعب        | إلى         | نوع الانتقال |
| -------------- | ------------- | ----------- | ------------ |
| 1 يوليو 2024   | محمد برحمة    | القادسية    | انتقال حر    |
| 2 سبتمبر 2024  | يحيى عمري     | نادي الكويت | انتقال حر    |
| 13 سبتمبر 2024 | محمد الحارثي  | نادي النجمة | انتقال حر    |
| 13 سبتمبر 2024 | عبد الله مشرف | نادي النجمة | انتقال حر    |

## نادي النصر

### الوافدون
| التاريخ        | اللاعب            | من          | نوع الانتقال |
| -------------- | ----------------- | ----------- | ------------ |
| 19 يوليو 2024  | برناردو فيلار     | شيريف       | إعارة        |
| 21 يوليو 2024  | أولاوالي أونانوغا | –           | انتقال       |
| 24 يوليو 2024  | زكريا وردي        | –           | انتقال       |
| 24 يوليو 2024  | كرار عامر         | –           | انتقال       |
| 27 يونيو 2024  | طلال جزاع         | نادي الكويت | انتقال       |
| 1 يوليو 2024   | فواز المبلش       | نادي الكويت | انتقال       |
| 15 سبتمبر 2024 | أحمد تيجاني قطف   | –           | انتقال       |
| 1 يناير 2025   | نيمانيا كوجيتش    | تكستيلك     | انتقال       |
| 14 يناير 2025  | هيكل شيحاوي       | نادي عجمان  | انتقال       |
| 14 يناير 2025  | خوري بينيت        | لاس فيغاس   | انتقال       |

### المغادرون
| التاريخ       | اللاعب           | إلى            | نوع الانتقال |
| ------------- | ---------------- | -------------- | ------------ |
| 30 يونيو 2024 | عبد العزيز مراد  | –              | نهاية إعارة  |
| 1 يوليو 2024  | مشعل الشمري      | نادي كاظمة     | انتقال       |
| 1 يوليو 2024  | عمر ميداني       | نادي السالمية  | انتقال       |
| 3 أغسطس 2024  | المعتصم اللافي   | الأهلي بنغازي  | انتقال       |
| 25 أغسطس 2024 | أيمن إسعاد لكدجة | الاتحاد الليبي | انتقال       |
| 30 يناير 2025 | برناردو فيلار    | –              | إعارة خارجية |

## نادي العربي

### الوافدون
| التاريخ       | اللاعب         | من                 | نوع الانتقال |
| ------------- | -------------- | ------------------ | ------------ |
| 3 سبتمبر 2024 | عبد الله محمود | ديبورتيفو ألافيس   | انتقال       |
| 16 يناير 2025 | كميل الأسود    | الخالدية (البحرين) | إعارة        |

### المغادرون
| التاريخ       | اللاعب           | إلى       | نوع الانتقال |
| ------------- | ---------------- | --------- | ------------ |
| 9 سبتمبر 2024 | عماد الدين بوبكر | وفاق سطيف | انتقال حر    |

## نادي القادسية

### الوافدون
| التاريخ    | اللاعب          | من              | نوع الانتقال |
| ---------- | --------------- | --------------- | ------------ |
| يوليو 2024 | إيغور روسي      | الاتحاد السعودي | انتقال حر    |
| يوليو 2024 | مهدي برحمة      | وفاق سطيف       | انتقال حر    |
| يوليو 2024 | إسماعيل خافي    | الاتحاد السعودي | انتقال حر    |
| يوليو 2024 | دانييل أجيبيولا | –               | انتقال حر    |
| يوليو 2024 | محمد صولة       | –               | انتقال حر    |

### المغادرون
| التاريخ    | اللاعب        | إلى | نوع الانتقال |
| ---------- | ------------- | --- | ------------ |
| يوليو 2024 | طارق العلي    | –   | انتقال حر    |
| يوليو 2024 | عبد الله مشرف | –   | انتقال حر    |

## نادي السالمية

### الوافدون
| التاريخ       | اللاعب       | من           | نوع الانتقال |
| ------------- | ------------ | ------------ | ------------ |
| 1 يوليو 2024  | عماد اللواتي | –            | انتقال حر    |
| 23 يوليو 2024 | أوسينيو غاي  | نادي الوحدات | انتقال حر    |

### المغادرون
| التاريخ        | اللاعب               | إلى            | نوع الانتقال |
| -------------- | -------------------- | -------------- | ------------ |
| 1 يوليو 2024   | أثبي شهاب            | نادي القادسية  | انتقال حر    |
| 23 يوليو 2024  | أوسينيو غاي          | نادي الوحدات   | انتقال حر    |
| 29 يوليو 2024  | سردجان سبيريدونوفيتش | –              | انتقال حر    |
| 19 سبتمبر 2024 | يونس نجاري           | الرجاء الرياضي | انتقال حر    |

## نادي كاظمة

### الوافدون
| التاريخ       | اللاعب  | من              | نوع الانتقال |
| ------------- | ------- | --------------- | ------------ |
| 1 يوليو 2024  | دودي    | ريمو البرازيلي  | انتقال حر    |
| 7 سبتمبر 2024 | رامالهو | الأهلي البحريني | انتقال حر    |

### المغادرون
| التاريخ       | اللاعب      | إلى         | نوع الانتقال |
| ------------- | ----------- | ----------- | ------------ |
| 24 يونيو 2024 | عقيل الهاشم | نادي يارموك | إعارة        |
| 24 يناير 2024 | بلال تيدي   | –           | انتقال حر    |
| 7 يناير 2024  | رضا بنشاع   | –           | انتقال حر    |

## نادي التضامن

### الوافدون
| التاريخ    | اللاعب        | من    | نوع الانتقال |
| ---------- | ------------- | ----- | ------------ |
| يوليو 2024 | بوباكار ديالو | لايتي | انتقال       |

### المغادرون
| التاريخ    | اللاعب   | إلى | نوع الانتقال |
| ---------- | -------- | --- | ------------ |
| يوليو 2024 | طارق فهد | –   | انتقال       |

## اللاعبون الأجانب في الدوري (2024–25)
| النادي   | اللاعبون الأجانب                                                        |
| -------- | ----------------------------------------------------------------------- |
| النصر    | كرار عامر، زكريا وردي، أولاوالي أونانوغا، برناردو فيلار، كارلوس فينتورا |
| العربي   | حمزة خباخ، أنايو إيوالا، سفيان بوشار، كميل الأسود، جاكو                 |
| القادسية | إيغور روسي، مهدي برحمة، إسماعيل خافي، دانييل أجيبيولا، محمد صولة        |
| السالمية | عماد اللواتي، يونس نجاري، أليكس ليما، السنوسي الهادي، سانغ بيير مندي    |
| كاظمة    | دودي، رامالهو                                                           |
| التضامن  | بوباكار ديالو                                                           |